# Antonia Sitchès de Mendi
Antonia Léonard, nata Sitchès de Mendi, nota anche con lo pseudonimo di Antonia Molina (Talavera de la Reina, 20 ottobre 1827 – Maisons-Laffitte, luglio 1914), è stata un soprano e compositrice spagnola.

## Biografia
Nacque come figlia di Mariquita Lucas de Paredes e di Paolo Sitches, fratello di Joaquina Sitchez, seconda moglie del tenore Manuel García. Fu dunque cugina di Maria Malibran e Pauline Viardot. Arrivò a Parigi molto giovane e lì ricevette la propria formazione musicale sotto la direzione del terzo dei cugini Manuel García figlio, all'epoca già professore di canto al Conservatorio di Parigi e destinato a diventare il più famoso docente di canto dell'Ottocento. Il suo esordio sulla scena ebbe luogo al Théâtre-italien di San Pietroburgo durante l'inverno 1844-1845, al fianco della cugina Pauline, in ruoli di seconda donna nella Norma, ne La sonnambula e ne L'elisir d'amore.
Si fece notare, in seguito, la sua partecipazione a un concerto del Conservatorio di Parigi, il 14 marzo 1847, in cui eseguì la Siciliana di Pergolesi e un'aria dell'Orlando di Haendel. La Société des concerts le attribuì per questo una medaglia. Partecipò ad un concerto con Chopin in febbraio 1848. Viaggiò più volte in Inghilterra con la zia Joaquina.
Si sposò nel 1851 con il violinista e compositore belga Hubert Léonard (1819–1890), con il quale fece tournée nei Paesi Bassi, in Svezia, Danimarca e Russia. In occasione di un concerto a Bruxelles nel 1855, i critici la definirono come « una delle più grandi vocaliste del momento ». I due sposi si esibirono così in concerti in diverse città, e spesso nelle località termali come Spa (1861, 1862, 1864, 1866), oppure Baden-Baden (1864), Ems (1867). Ella cantava spesso le arie seguenti:
- l'aria del Giuramento[18]
- la tirolese della Betly[18][19],
- l'aria della Sonnambula[13][20][21]
- le variazioni del Toréador di Adam[13][15][16][21][22],
- l'aria di Zilda da Flotow[15],
- un duo di Félicien David[15],
- la romanza di Nina di Dalayrac[23],
- l'aria di Nina da Paisiello[23].

Si stabilì poi a Bruxelles dove suo marito insegnava al Conservatorioe dove lei si dedicò all'insegnamento del canto, componendo anche alcune romanze:
- Le Pain du pauvre (Il pane del povero)[24].
- La Chaumière dans les champs (La casetta nei campi)[25].
- Florine.
- Quand viendra la saison nouvelle (Quando verrà la nuova stagione).
- Anne Rose.
- Le vieux Ménétrier (Il vecchio menestrello).
- Chansons du Moissonneur (Canti del mietitore)[26][27].

Si trasferirono a Parigi dopo la dimissione del marito dal conservatorio di Bruxelles, nel 1867. Si esibirono ancora in concerti, per esempio a Ems (1868) o a Spa (1868). Si fa ancora menzione del loro ritorno a Parigi e della ripresa delle lezioni di violino e di canto in ottobre 1880.
Ella morì a Maisons-Laffitte durante l'estate 1914, poco dopo un omaggio alla memoria del suo defunto sposo.